# Pontamafrey-Montpascal
Pontamafrey-Montpascal korábbi község (település) Franciaországban, Savoie megyében. 2019. január 1-jén Le Châtel és Hermillon községgel egyesült és La Tour-en-Maurienne új község része lett.
Lakosainak száma 296 fő (2018. január 1.). Pontamafrey-Montpascal Le Châtel, Hermillon, Jarrier, Montaimont, Montvernier, Saint-Jean-de-Belleville, Saint-Jean-de-Maurienne, Sainte-Marie-de-Cuines és Les Belleville községekkel határos.

## Népesség
A település népességének változása:
| Lakosok száma | 323  | 312  | 313  | 301  | 296  |
|               | 2013 | 2015 | 2016 | 2017 | 2018 |